# بلبل راه‌راه
بلبل راه‌راه (نام علمی: Alcurus striatus) گونه‌ای پرنده آوازخوان از تیرهٔ بلبلان است. این تنها گونه‌ای است که در سردهٔ Alcurus قرار دارد.
این گونه از شرق هیمالیا تا شمال ویتنام یافت می‌شود. زیستگاه طبیعی آن جنگل‌های کوهستانی نمناک نیمه‌گرمسیری یا گرمسیری است.